# 格蘭特 (明尼蘇達州)
格蘭特（英語：Grant）是一個位於美國明尼蘇達州華盛頓縣的城市。此地得名自後來成為第十八任美國總統的陸軍上將尤利西斯·格兰特（Ulysses S. Grant）。

## 人口
根據2020年美國人口普查的數據，格蘭特的面積為68.64平方千米，當中陸地面積為64.96平方千米，而水域面積為3.98平方千米。當地共有人口3966人，而人口密度為每平方千米58人。